# Pseudotricapus longipetiolatus
Pseudotricapus longipetiolatus är en stekelart som beskrevs av Jonathan 1987. Pseudotricapus longipetiolatus ingår i släktet Pseudotricapus och familjen brokparasitsteklar. Inga underarter finns listade i Catalogue of Life.